# Вуэльта Сальвадора (женская)
Вуэльта Сальвадора (исп. Vuelta Ciclista Femenina a el Salvador) — шоссейная многодневная велогонка, проходившая по территории Сальвадора с 2004 по 2014 год. Являлась женской версией мужской гонки Вуэльта Сальвадора.

## История
Гонка была создана в 2004 году одновременно с возрождением после 10-летнего перерыва мужской гонки. Дебютная гонка была любительской и прошла в рамках национального календаря. Она состояла из пролога и трёх этапов, один из которых был индивидуальной гонкой. Победу на ней одержала местная гонщица Эвелин Гарсиа.
С 2007 года изменила статус на профессиональный и стала проводиться в рамках Женского мирового шоссейного календаря UCI. Протяжённость гонки увеличилась и она стала состоять из пролога и 5 или 6 этапов, один из которых был индивидуальной гонкой. В период с 2009 по 2011 год гонка не проводилась, возродившись в 2012 году. После 2014 года больше не проводилась.
Гонка проходила сначала в октябре (конце сезона), а с 2007 года стала проходить в марте (начале сезона) за исключением 2008 года, когда прошла в мае. Одновременно с ней проводились в 2006—2008 годах Гран-при Санта-Аны и Вуэльта Оксиденте, а в 2012—2014 годах Гран-при Гранд Сен-Бернара, Гран-при Сальвадора и Гран-при Ориенте.
Рекордсменкой с двумя победами стала сальвадорка Эвелин Гарсиа.

## Призёры
| Год  | Победитель          | Второй            | Третий               |
| ---- | ------------------- | ----------------- | -------------------- |
| 2004 | Эвелин Гарсиа       | Таня Шмидт-Хеннес | Сигрид Корнео        |
| 2005 | Эдита Пучинскайте   | Эвелин Гарсиа     | Сигрид Корнео        |
| 2006 | Эйми Вассе          | Марта Вилахосана  | Грейс Флёри          |
| 2007 | Эвелин Гарсиа       | Татьяна Стяжкина  | Жанни Лонго          |
| 2008 | Татьяна Стяжкина    | Марианна Вос      | Мариа Изабель Морено |
| 2012 | Клемильда Фернандеш | Татьяна Гудерцо   | Эвелин Гарсиа        |
| 2013 | Ноэми Кантеле       | Алёна Омелюсик    | Серика Гулума        |
| 2014 | Мара Эбботт         | Алёна Омелюсик    | Ольга Забелинская    |
| 2024 | Елена Хартманн      | Тамара Дронова    | Антри Кристофору     |
| 2025 | Елена Хартманн      | Уса Остолаза      | Янина Кускова        |